# Seguro a medida
Un seguro a medida es aquel seguro que permite al asegurado diseñar y contratar su póliza de manera personalizada, eligiendo y pagando únicamente por las coberturas que necesita, frente al seguro paquetizado, que ofrece al asegurado un paquete fijo de coberturas a contratar.
La configuración de un seguro a medida, también llamado "seguro a la carta", es muy sencilla. Por ejemplo, en el caso de un seguro de automóvil: a partir de las coberturas básicas obligatorias establecidas por la ley, el asegurado elige aquellas coberturas adicionales que desea, ampliando las garantías según sus necesidades reales.
Con estos seguros, el asegurado puede decidir qué tipo de seguro quiere, qué coberturas contratar y, dentro de esas coberturas, qué grado de protección desea.
Las ventajas principales de este tipo de seguro son la personalización, ya que el asegurado elige solamente las coberturas que le interesan, y la competitividad de precio, porque el asegurado paga únicamente por aquellas coberturas que verdaderamente necesita y no asume el coste de aquellas que no desea.